# Einkommens- und Verbrauchsstichprobe
Die Einkommens- und Verbrauchsstichprobe (EVS) wird seit 1962/63 in der Bundesrepublik Deutschland als fester Bestandteil der amtlichen Statistik alle fünf Jahre als freiwillige Haushaltserhebung durchgeführt. Rechtsgrundlage für die Erhebung ist das Gesetz über die Statistik der Wirtschaftsrechnungen privater Haushalte (PrHaushStatG) in Verbindung mit dem Bundesstatistikgesetz (BStatG).

## Geschichte
Sie wird gemeinsam durch das Statistische Bundesamt und die Statistischen Landesämter durchgeführt. Die EVS zeigt die Entwicklung der Lebensverhältnisse privater Haushalte im früheren Bundesgebiet seit 1962/63. Seit 1993 findet die EVS in Gesamtdeutschland statt.
Die nächste EVS findet von Januar bis Dezember 2023 statt.

## Zweck der Erhebung
Die EVS liefert wichtige Erkenntnisse darüber, wofür die Menschen in Deutschland wie viel Geld ausgeben. Die Daten der EVS bilden unter anderem die Grundlage für die Festsetzung von staatlichen Unterstützungsleistungen für Kinder und Erwachsene. Dazu gehören zum Beispiel:
- die Regelbedarfe für das Arbeitslosengeld II (bis 2022 die sogenannten Hartz-IV-Sätze, seit 2023 das Bürgergeld)
- das Kindergeld
- der steuerliche Kinderfreibetrag
- der Mindestunterhalt
- der Unterhaltsvorschuss

Die EVS-Daten tragen zudem zur Berechnung der Inflationsrate bei, indem aus den Angaben aller Haushalte ermittelt wird, wie groß die Anteile für unterschiedliche Ausgabenbereiche sind. Das ist die Basis für die Zusammensetzung des sogenannten „Inflations-Warenkorbs“.

## Erhebungsart
Rund 0,2 Prozent aller Haushalte, etwa 60 000 (davon 14 000 in den neuen Ländern und Berlin), nehmen auf freiwilliger Basis an der EVS teil. Es handelt sich dabei um eine Quotenstichprobe. Die Haushalte werden nach einem Quotenplan ausgewählt. Die Grundgesamtheit der Haushalte wird dabei für jedes der 16 Länder nach vorgegebenen Quotierungsmerkmalen (Haushaltstyp, soziale Stellung der Haupteinkommensperson und Haushaltsnettoeinkommen) gegliedert.
Seit der EVS 2023 können die teilnehmenden Haushalte ihre Angaben nicht nur auf Papierunterlagen machen, sondern auch per App für mobile Endgeräte sowie über eine Web-App für Laptop und PC teilnehmen.

### Kritik
Die vom Statistischen Bundesamt aus den erhobenen Daten abgeleiteten Statistiken und Größen sind nur bedingt aussagekräftig, da die zugrundegelegten Daten aufgrund der Erhebungsmethode der EVS mittels freiwilliger Selbstauskunft einer Bevölkerungsstichprobe im Fünfjahresrhythmus fehlerbehaftet sind. Der größte Teil der Selbstständigen- und Vermögenseinkommen wird mangels unzureichender Datenlage wegen abnehmender Auskunftsbereitschaft der Befragten bei zunehmendem Einkommen und Vermögen nicht erfasst und deshalb nur Haushaltsnettoeinkommen bis zur Abschneidegrenze von 18.000 €/Monat in den Berechnungen berücksichtigt. Die höchsten Einkommen sind in den Verteilungsberechnungen nicht enthalten und die nicht entnommenen Gewinne Selbstständiger werden nicht erhoben. Ebenfalls nicht einbezogen sind Personen in Gemeinschaftsunterkünften, beispielsweise Bewohner von Pflegeheimen, sowie Obdachlose.
Regelmäßig sind dadurch die statistisch erhobenen Gesamteinkommen Selbstständiger und aus Vermögen, beispielsweise Kapitalerträge und Mieten, niedriger als die tatsächlichen in der Volkswirtschaftlichen Gesamtrechnung (VGR) ausgewiesenen. Die tatsächliche Ungleichverteilung ist deshalb größer als die errechnete, offiziell veröffentlichte, denn die auf diese Weise statistisch ermittelten Reichtumsquoten und auch die Armutsquote sind niedriger als die tatsächlichen.
2008 betrug die Abweichung der statistischen Selbstständigen- und Vermögenseinkommen der EVS mit 139 Mrd. Euro zu der gleichartigen Einkommensumme von 477 Mrd. Euro der VGR rund 338 Mrd. Euro. Das bedeutet, rund 71 % dieser Einkommen wurden durch die EVS nicht erfasst und sind in den Verteilungsrechnungen und somit in den Ungleichverteilungsmaßen wie dem Gini-Index nicht dargestellt. Laut Statistischem Bundesamt „deutet dies auf eine grundsätzliche Problematik der Messung von Selbstständigen- und Vermögenseinkommen in (freiwilligen) Haushaltserhebungen hin“.

## Ergebnisse der EVS-Befragungen
Die EVS liefert unter anderem statistische Informationen über die Ausstattung der privaten Haushalte mit Gebrauchsgütern, die Wohnsituation, die Einkommens-, Vermögens- und Schuldensituation sowie die Konsumausgaben privater Haushalte. Kernstück der EVS sind Informationen über die Ausgaben von Haushalten. Daher geben die Teilnehmenden drei Monate lang an, wofür sie wie viel Geld ausgeben. Ein zufällig ausgewähltes Fünftel der Haushalte erfasst darüber hinaus für einen begrenzten Zeitraum detailliert die gekauften Mengen und Ausgaben von Nahrungsmitteln, Getränken und Tabakwaren.
Die Ergebnisse aus der EVS werden unter anderem auf der Internetseite des Statistischen Bundesamtes veröffentlicht. Seit 2022 werden die Ergebnisse zu den Konsumausgaben privater Haushalte auch in einer interaktiven Anwendung „Konsumvergleich“ veröffentlicht. Dabei kann man die eigenen Ausgaben mit den Durchschnittswerten jener Haushalte vergleichen, die dem eigenen Haushalt am ähnlichsten sind.

### Unterhaltungs- und Kommunikationstechnik
1962/1963 besaß ca. ein Drittel (34 %) der Haushalte im früheren westdeutschen Bundesgebiet ein Fernsehgerät. Die erste Mondlandung im Jahr 1969 konnten 73 % dieser Haushalte am eigenen Fernseher mitverfolgen. Dieser Anteil erhöhte sich bis 1978 auf 93 %. Allerdings empfingen zu diesem Zeitpunkt erst 50 % der Haushalte ihr Fernsehprogramm in Farbe. Anfang 2013 besaßen 95 % der privaten Haushalte ein Fernsehgerät, in 67 % befand sich ein Flachbildfernseher. 65 % der Haushalte verfügten zu dieser Erhebung über ein Laptop, Netbook oder Tablet, 50 % über ein Navigationssystem.
Anfang 2003 verfügten 28 % der Haushalte im früheren Bundesgebiet und 23 % in den neuen Ländern über einen DVD-Player, Anfang 2013 rund 71 % angewachsen.
Bei der EVS 1962/1963 hatten erst 14 % der Haushalte einen eigenen Telefonanschluss. Ende der 80er Jahre (1988: 93 %) war das Telefon als Kommunikationsmittel aus westdeutschen Haushalten nicht mehr wegzudenken und seit dem Jahr 2003 (99 %) quasi überall vorhanden. Im Vergleich dazu fand die Verbreitung von Telefonen in ostdeutschen Haushalten später, dafür aber deutlich rascher statt: 1993 besaßen 49 % der Haushalte in den neuen Ländern ein Telefon, 2003 waren es 98 %.  Seit 2008 herrscht auch in den neuen Ländern mit über 99 % nahezu Vollausstattung mit Telefonen.

### Haushaltselektronik
Anfang der sechziger Jahre hatten rund 27 % der Haushalte im früheren Bundesgebiet eine Wäscheschleuder; eine Waschmaschine mit Schleuderfunktion hatten gerade 9 %. Anfang 2013 stand in 95 % aller deutschen Haushalte eine elektrische Waschmaschine.
Ein absolutes Luxusgut stellte 1962/1963 eine Geschirrspülmaschine dar: Nur jeder 500. Haushalt (0,2 %) im früheren Bundesgebiet hatte zu diesem Zeitpunkt ein derartiges Gerät, 2003 waren es 57 % der deutschen Haushalte und 2013 bereits 67 %.

### Wohnsituation
Anfang der 70er Jahre wohnten 63 % der privaten Haushalte im früheren Bundesgebiet auf durchschnittlich 66 m² zur Miete, und 37 % lebten auf durchschnittlich 101 m² in den eigenen vier Wänden. Anfang 2013 wohnten 57 % der Haushalte in Deutschland zur Miete, 43 % lebten im Eigentum, Mieterhaushalte im Durchschnitt auf 69 m², Eigentümerhaushalte auf 122 m².

### Einkommen
Im Jahr 2013 betrug das durchschnittliche Bruttoeinkommen der privaten Haushalte 4086 Euro im Monat. Durchschnittlich 63 % davon waren Bruttoeinkommen aus Erwerbstätigkeit, rund 22 % waren Einkommen aus staatlichen Leistungen, sog. öffentliche Transferzahlungen, 10 % waren Einnahmen aus Vermögen und knapp 5 % stammten aus nichtöffentlichen Transferzahlungen und Untervermietung.
| Merkmal | Haushalte insgesamt | Davon nach dem monatlichen Haushaltsnettoeinkommen von … bis unter … Euro | Davon nach dem monatlichen Haushaltsnettoeinkommen von … bis unter … Euro | Davon nach dem monatlichen Haushaltsnettoeinkommen von … bis unter … Euro | Davon nach dem monatlichen Haushaltsnettoeinkommen von … bis unter … Euro | Davon nach dem monatlichen Haushaltsnettoeinkommen von … bis unter … Euro | Davon nach dem monatlichen Haushaltsnettoeinkommen von … bis unter … Euro | Davon nach dem monatlichen Haushaltsnettoeinkommen von … bis unter … Euro | Davon nach dem monatlichen Haushaltsnettoeinkommen von … bis unter … Euro | Davon nach dem monatlichen Haushaltsnettoeinkommen von … bis unter … Euro | Davon nach dem monatlichen Haushaltsnettoeinkommen von … bis unter … Euro | Davon nach dem monatlichen Haushaltsnettoeinkommen von … bis unter … Euro | Davon nach dem monatlichen Haushaltsnettoeinkommen von … bis unter … Euro |
| Merkmal | Haushalte insgesamt | unter 500                                                                 | 500 – 900                                                                 | 900 – 1.300                                                               | 1.300 – 1.500                                                             | 1.500 – 1.700                                                             | 1.700 – 2.000                                                             | 2.000 – 2.600                                                             | 2.600 – 3.600                                                             | 3.600 – 5.000                                                             | 5.000 – 7.500                                                             | 7.500 – 10.000                                                            | 10.000 – 18.000                                                           |
| Haushalte insgesamt | Haushalte insgesamt | Haushalte insgesamt                                                       | Haushalte insgesamt                                                       | Haushalte insgesamt                                                       | Haushalte insgesamt                                                       | Haushalte insgesamt                                                       | Haushalte insgesamt                                                       | Haushalte insgesamt                                                       | Haushalte insgesamt                                                       | Haushalte insgesamt                                                       | Haushalte insgesamt                                                       | Haushalte insgesamt                                                       | Haushalte insgesamt                                                       |
| --- | ------------------- | ------------------------------------------------------------------------- | ------------------------------------------------------------------------- | ------------------------------------------------------------------------- | ------------------------------------------------------------------------- | ------------------------------------------------------------------------- | ------------------------------------------------------------------------- | ------------------------------------------------------------------------- | ------------------------------------------------------------------------- | ------------------------------------------------------------------------- | ------------------------------------------------------------------------- | ------------------------------------------------------------------------- | ------------------------------------------------------------------------- |
| Hochgerechnete Haushalte in Tausend | 39.326              | 179                                                                       | 2.756                                                                     | 4.042                                                                     | 2.129                                                                     | 2.134                                                                     | 3.139                                                                     | 5.578                                                                     | 6.925                                                                     | 6.079                                                                     | 4.635                                                                     | 1.143                                                                     | 587                                                                       |
| je Haushalt und Monat in Euro |                     |                                                                           |                                                                           |                                                                           |                                                                           |                                                                           |                                                                           |                                                                           |                                                                           |                                                                           |                                                                           |                                                                           |                                                                           |
| Haushaltsbrutto | 4.086               | 537                                                                       | 839                                                                       | 1.277                                                                     | 1.668                                                                     | 1.962                                                                     | 2.314                                                                     | 2.919                                                                     | 3.946                                                                     | 5.612                                                                     | 8.086                                                                     | 11.461                                                                    | 16.732                                                                    |
| Haushaltsnetto | 3.132               | 288                                                                       | 760                                                                       | 1.105                                                                     | 1.401                                                                     | 1.601                                                                     | 1.850                                                                     | 2.289                                                                     | 3.071                                                                     | 4.238                                                                     | 5.970                                                                     | 8.440                                                                     | 12.342                                                                    |
| Ersparnis | 319                 | -872                                                                      | -92                                                                       | -54                                                                       | -65                                                                       | -20                                                                       | -17                                                                       | 39                                                                        | 162                                                                       | 445                                                                       | 981                                                                       | 2.006                                                                     | 4.281                                                                     |
| Selbstständige |                     |                                                                           |                                                                           |                                                                           |                                                                           |                                                                           |                                                                           |                                                                           |                                                                           |                                                                           |                                                                           |                                                                           |                                                                           |
| Hochgerechnete Haushalte in Tausend | 2.662               | /                                                                         | (121)                                                                     | 185                                                                       | (121)                                                                     | (96)                                                                      | (123)                                                                     | 286                                                                       | 438                                                                       | 483                                                                       | 451                                                                       | 170                                                                       | 155                                                                       |
| je Haushalt und Monat in Euro |                     |                                                                           |                                                                           |                                                                           |                                                                           |                                                                           |                                                                           |                                                                           |                                                                           |                                                                           |                                                                           |                                                                           |                                                                           |
| Haushaltsbrutto | 5.644               | /                                                                         | (1.084)                                                                   | 1.493                                                                     | (1.935)                                                                   | (2.026)                                                                   | (2.575)                                                                   | 3.376                                                                     | 4.302                                                                     | 5.898                                                                     | 8.173                                                                     | 11.170                                                                    | 16.602                                                                    |
| Haushaltsnetto | 4.125               | /                                                                         | (755)                                                                     | 1.089                                                                     | (1.398)                                                                   | (1.604)                                                                   | (1.840)                                                                   | 2.297                                                                     | 3.109                                                                     | 4.242                                                                     | 6.006                                                                     | 8.450                                                                     | 12.397                                                                    |
| Ersparnis | 762                 | /                                                                         | (-365)                                                                    | -279                                                                      | (-125)                                                                    | (-226)                                                                    | (-72)                                                                     | -4                                                                        | 140                                                                       | 593                                                                       | 1.343                                                                     | 2.659                                                                     | 5.217                                                                     |
| Angestellte |                     |                                                                           |                                                                           |                                                                           |                                                                           |                                                                           |                                                                           |                                                                           |                                                                           |                                                                           |                                                                           |                                                                           |                                                                           |
| Hochgerechnete Haushalte in Tausend | 14.182              | /                                                                         | 171                                                                       | 773                                                                       | 558                                                                       | 722                                                                       | 1.082                                                                     | 2.115                                                                     | 2.654                                                                     | 2.724                                                                     | 2.426                                                                     | 640                                                                       | 308                                                                       |
| je Haushalt und Monat in Euro |                     |                                                                           |                                                                           |                                                                           |                                                                           |                                                                           |                                                                           |                                                                           |                                                                           |                                                                           |                                                                           |                                                                           |                                                                           |
| Haushaltsbrutto | 5.324               | /                                                                         | 1.014                                                                     | 1.475                                                                     | 1.868                                                                     | 2.229                                                                     | 2.629                                                                     | 3.261                                                                     | 4.324                                                                     | 5.956                                                                     | 8.593                                                                     | 12.126                                                                    | 17.730                                                                    |
| Haushaltsnetto | 3.759               | /                                                                         | 771                                                                       | 1.131                                                                     | 1.405                                                                     | 1.603                                                                     | 1.849                                                                     | 2.290                                                                     | 3.078                                                                     | 4.252                                                                     | 6.004                                                                     | 8.460                                                                     | 12.260                                                                    |
| Ersparnis | 517                 | /                                                                         | -266                                                                      | -36                                                                       | -15                                                                       | 36                                                                        | 72                                                                        | 148                                                                       | 263                                                                       | 543                                                                       | 1.045                                                                     | 1.783                                                                     | 3.778                                                                     |
| Arbeiter/-innen |                     |                                                                           |                                                                           |                                                                           |                                                                           |                                                                           |                                                                           |                                                                           |                                                                           |                                                                           |                                                                           |                                                                           |                                                                           |
| Hochgerechnete Haushalte in Tausend | 5.288               | /                                                                         | (75)                                                                      | 355                                                                       | 214                                                                       | 228                                                                       | 406                                                                       | 734                                                                       | 1.251                                                                     | 1.314                                                                     | 626                                                                       | (69)                                                                      | /                                                                         |
| je Haushalt und Monat in Euro |                     |                                                                           |                                                                           |                                                                           |                                                                           |                                                                           |                                                                           |                                                                           |                                                                           |                                                                           |                                                                           |                                                                           |                                                                           |
| Haushaltsbrutto | 4.338               | /                                                                         | (994)                                                                     | 1.437                                                                     | 1.854                                                                     | 2.125                                                                     | 2.463                                                                     | 3.023                                                                     | 4.095                                                                     | 5.624                                                                     | 7.738                                                                     | (10.937)                                                                  | /                                                                         |
| Haushaltsnetto | 3.283               | /                                                                         | (794)                                                                     | 1.115                                                                     | 1.399                                                                     | 1.596                                                                     | 1.857                                                                     | 2.307                                                                     | 3.121                                                                     | 4.243                                                                     | 5.784                                                                     | (8.269)                                                                   | /                                                                         |
| Ersparnis | 361                 | /                                                                         | (-42)                                                                     | 36                                                                        | 13                                                                        | 60                                                                        | 57                                                                        | 123                                                                       | 222                                                                       | 483                                                                       | 1.025                                                                     | (2.510)                                                                   | /                                                                         |
| Arbeitslose |                     |                                                                           |                                                                           |                                                                           |                                                                           |                                                                           |                                                                           |                                                                           |                                                                           |                                                                           |                                                                           |                                                                           |                                                                           |
| Hochgerechnete Haushalte in Tausend | 2.050               | /                                                                         | 814                                                                       | 527                                                                       | 200                                                                       | 128                                                                       | 157                                                                       | 100                                                                       | (60)                                                                      | (26)                                                                      | /                                                                         | /                                                                         | /                                                                         |
| je Haushalt und Monat in Euro |                     |                                                                           |                                                                           |                                                                           |                                                                           |                                                                           |                                                                           |                                                                           |                                                                           |                                                                           |                                                                           |                                                                           |                                                                           |
| Haushaltsbrutto | 1.294               | /                                                                         | 754                                                                       | 1.099                                                                     | 1.420                                                                     | 1.619                                                                     | 1.879                                                                     | 2.282                                                                     | (3.157)                                                                   | (4.463)                                                                   | /                                                                         | /                                                                         | /                                                                         |
| Haushaltsnetto | 1.263               | /                                                                         | 749                                                                       | 1.089                                                                     | 1.398                                                                     | 1.602                                                                     | 1.835                                                                     | 2.221                                                                     | (3.020)                                                                   | (4.087)                                                                   | /                                                                         | /                                                                         | /                                                                         |
| Ersparnis | 16                  | /                                                                         | -37                                                                       | 1                                                                         | 14                                                                        | -19                                                                       | 37                                                                        | 98                                                                        | (127)                                                                     | (556)                                                                     | /                                                                         | /                                                                         | /                                                                         |
| Anmerkung: / = Keine Angabe, da aufgrund der geringen Haushaltszahl der Zahlenwert nicht sicher genug ist. ( ) = Aussagewert eingeschränkt, da der Zahlenwert aufgrund der Haushaltszahl statistisch relativ unsicher ist. |                     |                                                                           |                                                                           |                                                                           |                                                                           |                                                                           |                                                                           |                                                                           |                                                                           |                                                                           |                                                                           |                                                                           |                                                                           |

| Merkmal | Haushalte insgesamt | Davon nach dem monatlichen Haushaltsnettoeinkommen von … bis unter … Euro | Davon nach dem monatlichen Haushaltsnettoeinkommen von … bis unter … Euro | Davon nach dem monatlichen Haushaltsnettoeinkommen von … bis unter … Euro | Davon nach dem monatlichen Haushaltsnettoeinkommen von … bis unter … Euro | Davon nach dem monatlichen Haushaltsnettoeinkommen von … bis unter … Euro | Davon nach dem monatlichen Haushaltsnettoeinkommen von … bis unter … Euro | Davon nach dem monatlichen Haushaltsnettoeinkommen von … bis unter … Euro | Davon nach dem monatlichen Haushaltsnettoeinkommen von … bis unter … Euro | Davon nach dem monatlichen Haushaltsnettoeinkommen von … bis unter … Euro | Davon nach dem monatlichen Haushaltsnettoeinkommen von … bis unter … Euro | Davon nach dem monatlichen Haushaltsnettoeinkommen von … bis unter … Euro | Davon nach dem monatlichen Haushaltsnettoeinkommen von … bis unter … Euro |
| Merkmal | Haushalte insgesamt | unter 500                                                                 | 500 – 900                                                                 | 900 – 1.300                                                               | 1.300 – 1.500                                                             | 1.500 – 1.700                                                             | 1.700 – 2.000                                                             | 2.000 – 2.600                                                             | 2.600 – 3.600                                                             | 3.600 – 5.000                                                             | 5.000 – 7.500                                                             | 7.500 – 10.000                                                            | 10.000 – 18.000                                                           |
| Haushalte insgesamt | Haushalte insgesamt | Haushalte insgesamt                                                       | Haushalte insgesamt                                                       | Haushalte insgesamt                                                       | Haushalte insgesamt                                                       | Haushalte insgesamt                                                       | Haushalte insgesamt                                                       | Haushalte insgesamt                                                       | Haushalte insgesamt                                                       | Haushalte insgesamt                                                       | Haushalte insgesamt                                                       | Haushalte insgesamt                                                       | Haushalte insgesamt                                                       |
| --- | ------------------- | ------------------------------------------------------------------------- | ------------------------------------------------------------------------- | ------------------------------------------------------------------------- | ------------------------------------------------------------------------- | ------------------------------------------------------------------------- | ------------------------------------------------------------------------- | ------------------------------------------------------------------------- | ------------------------------------------------------------------------- | ------------------------------------------------------------------------- | ------------------------------------------------------------------------- | ------------------------------------------------------------------------- | ------------------------------------------------------------------------- |
| Hochgerechnete Haushalte in Tausend | 39.409              | 226                                                                       | 3.210                                                                     | 4.513                                                                     | 2.273                                                                     | 2.382                                                                     | 3.425                                                                     | 5.666                                                                     | 6.806                                                                     | 5.744                                                                     | 3.750                                                                     | 962                                                                       | 451                                                                       |
| je Haushalt und Monat in Euro |                     |                                                                           |                                                                           |                                                                           |                                                                           |                                                                           |                                                                           |                                                                           |                                                                           |                                                                           |                                                                           |                                                                           |                                                                           |
| Haushaltsbrutto | 3.707               | 474                                                                       | 803                                                                       | 1.265                                                                     | 1.695                                                                     | 1.987                                                                     | 2.310                                                                     | 2.852                                                                     | 3.880                                                                     | 5.485                                                                     | 7.803                                                                     | 11.127                                                                    | 15.903                                                                    |
| Haushaltsnetto | 2.914               | -96                                                                       | 735                                                                       | 1.105                                                                     | 1.399                                                                     | 1.602                                                                     | 1.848                                                                     | 2.285                                                                     | 3.069                                                                     | 4.217                                                                     | 5.972                                                                     | 8.481                                                                     | 12.386                                                                    |
| Ersparnis | 312                 | -1.552                                                                    | -60                                                                       | -44                                                                       | -24                                                                       | 10                                                                        | 46                                                                        | 46                                                                        | 234                                                                       | 520                                                                       | 1.051                                                                     | 2.051                                                                     | 4.799                                                                     |
| Selbstständige |                     |                                                                           |                                                                           |                                                                           |                                                                           |                                                                           |                                                                           |                                                                           |                                                                           |                                                                           |                                                                           |                                                                           |                                                                           |
| Hochgerechnete Haushalte in Tausend | 2.459               | (36)                                                                      | (74)                                                                      | (126)                                                                     | (98)                                                                      | (101)                                                                     | 149                                                                       | 286                                                                       | 426                                                                       | 447                                                                       | 410                                                                       | 171                                                                       | 135                                                                       |
| je Haushalt und Monat in Euro |                     |                                                                           |                                                                           |                                                                           |                                                                           |                                                                           |                                                                           |                                                                           |                                                                           |                                                                           |                                                                           |                                                                           |                                                                           |
| Haushaltsbrutto | 5.359               | (1.728)                                                                   | (1.342)                                                                   | (1.411)                                                                   | (1.705)                                                                   | (2.075)                                                                   | 2.221                                                                     | 2.724                                                                     | 3.865                                                                     | 5.373                                                                     | 7.800                                                                     | 11.361                                                                    | 16.057                                                                    |
| Haushaltsnetto | 4.181               | (-671)                                                                    | (754)                                                                     | (1.101)                                                                   | (1.399)                                                                   | (1.604)                                                                   | 1.859                                                                     | 2.270                                                                     | 3.105                                                                     | 4.253                                                                     | 6.010                                                                     | 8.648                                                                     | 12.758                                                                    |
| Ersparnis | 734                 | (-2.775)                                                                  | (-293)                                                                    | (-388)                                                                    | (-66)                                                                     | (-141)                                                                    | -46                                                                       | -44                                                                       | 148                                                                       | 647                                                                       | 1.278                                                                     | 2.818                                                                     | 4.874                                                                     |
| Angestellte |                     |                                                                           |                                                                           |                                                                           |                                                                           |                                                                           |                                                                           |                                                                           |                                                                           |                                                                           |                                                                           |                                                                           |                                                                           |
| Hochgerechnete Haushalte in Tausend | 12.910              | (22)                                                                      | 257                                                                       | 855                                                                       | 700                                                                       | 823                                                                       | 1.192                                                                     | 1.896                                                                     | 2.296                                                                     | 2.269                                                                     | 1.840                                                                     | 543                                                                       | 216                                                                       |
| je Haushalt und Monat in Euro |                     |                                                                           |                                                                           |                                                                           |                                                                           |                                                                           |                                                                           |                                                                           |                                                                           |                                                                           |                                                                           |                                                                           |                                                                           |
| Haushaltsbrutto | 4.876               | (559)                                                                     | 983                                                                       | 1.495                                                                     | 1.967                                                                     | 2.299                                                                     | 2.691                                                                     | 3.268                                                                     | 4.302                                                                     | 5.975                                                                     | 8.370                                                                     | 11.633                                                                    | 16.563                                                                    |
| Haushaltsnetto | 3.484               | (-142)                                                                    | 764                                                                       | 1.125                                                                     | 1.399                                                                     | 1.604                                                                     | 1.847                                                                     | 2.281                                                                     | 3.081                                                                     | 4.242                                                                     | 6.035                                                                     | 8.448                                                                     | 12.046                                                                    |
| Ersparnis | 514                 | /                                                                         | -63                                                                       | 19                                                                        | 42                                                                        | 79                                                                        | 118                                                                       | 142                                                                       | 306                                                                       | 613                                                                       | 1.125                                                                     | 1.943                                                                     | 4.384                                                                     |
| Arbeiter/-innen |                     |                                                                           |                                                                           |                                                                           |                                                                           |                                                                           |                                                                           |                                                                           |                                                                           |                                                                           |                                                                           |                                                                           |                                                                           |
| Hochgerechnete Haushalte in Tausend | 6.306               | /                                                                         | (139)                                                                     | 454                                                                       | 253                                                                       | 282                                                                       | 451                                                                       | 971                                                                       | 1.723                                                                     | 1.471                                                                     | 496                                                                       | (33)                                                                      | /                                                                         |
| je Haushalt und Monat in Euro |                     |                                                                           |                                                                           |                                                                           |                                                                           |                                                                           |                                                                           |                                                                           |                                                                           |                                                                           |                                                                           |                                                                           |                                                                           |
| Haushaltsbrutto | 4.066               | /                                                                         | (985)                                                                     | 1.462                                                                     | 1.881                                                                     | 2.156                                                                     | 2.491                                                                     | 3.031                                                                     | 4.098                                                                     | 5.582                                                                     | 7.658                                                                     | (10.426)                                                                  | /                                                                         |
| Haushaltsnetto | 3.058               | /                                                                         | (771)                                                                     | 1.115                                                                     | 1.395                                                                     | 1.600                                                                     | 1.852                                                                     | 2.303                                                                     | 3.101                                                                     | 4.167                                                                     | 5.729                                                                     | (8.099)                                                                   | /                                                                         |
| Ersparnis | 351                 | /                                                                         | (-72)                                                                     | -27                                                                       | 37                                                                        | 116                                                                       | 87                                                                        | 134                                                                       | 294                                                                       | 517                                                                       | 1.098                                                                     | (2.596)                                                                   | /                                                                         |
| Arbeitslose |                     |                                                                           |                                                                           |                                                                           |                                                                           |                                                                           |                                                                           |                                                                           |                                                                           |                                                                           |                                                                           |                                                                           |                                                                           |
| Hochgerechnete Haushalte in Tausend | 3.064               | (40)                                                                      | 1.279                                                                     | 867                                                                       | 219                                                                       | 194                                                                       | 192                                                                       | 158                                                                       | 69                                                                        | (27)                                                                      | /                                                                         | /                                                                         | /                                                                         |
| je Haushalt und Monat in Euro |                     |                                                                           |                                                                           |                                                                           |                                                                           |                                                                           |                                                                           |                                                                           |                                                                           |                                                                           |                                                                           |                                                                           |                                                                           |
| Haushaltsbrutto | 1.214               | (368)                                                                     | 720                                                                       | 1.091                                                                     | 1.406                                                                     | 1.605                                                                     | 1.856                                                                     | 2.280                                                                     | 3.061                                                                     | (4.499)                                                                   | /                                                                         | /                                                                         | /                                                                         |
| Haushaltsnetto | 1.194               | (357)                                                                     | 718                                                                       | 1.084                                                                     | 1.394                                                                     | 1.591                                                                     | 1.838                                                                     | 2.235                                                                     | 2.976                                                                     | (4.134)                                                                   | /                                                                         | /                                                                         | /                                                                         |
| Ersparnis | 26                  | /                                                                         | -13                                                                       | -19                                                                       | 23                                                                        | 22                                                                        | 83                                                                        | 164                                                                       | 16                                                                        | (98)                                                                      | /                                                                         | /                                                                         | /                                                                         |
| Anmerkung: / = Keine Angabe, da aufgrund der geringen Haushaltszahl der Zahlenwert nicht sicher genug ist. ( ) = Aussagewert eingeschränkt, da der Zahlenwert aufgrund der Haushaltszahl statistisch relativ unsicher ist. |                     |                                                                           |                                                                           |                                                                           |                                                                           |                                                                           |                                                                           |                                                                           |                                                                           |                                                                           |                                                                           |                                                                           |                                                                           |

Die Angaben in den Tabellen sind Auszüge aus der Fachserie 15 Heft 4 der EVS 2013 und der EVS 2008.

### Konsumausgaben
2013 gaben die privaten Haushalte durchschnittlich 2.448 Euro pro Monat für ihren privaten Konsum aus. Mit knapp 35 % wendeten sie dabei den größten Anteil für Wohnen, Energie und Wohnungsinstandhaltung auf, insgesamt zusammen mehr als die Hälfte für Wohnen, Ernährung und Bekleidung. Anteile von je 14 % hatten dabei die Verkehrsausgaben sowie die Ausgaben für Nahrungsmittel, Getränke und Tabakwaren. 11 % ihres Konsumbudgets verwendeten die Haushalte für Freizeit, Unterhaltung und Kultur, 5 % für Bekleidung und Schuhe. Für die restlichen Konsumausgaben (unter anderem Ausgaben für Gesundheitspflege, Post und Telekommunikation, Bildungswesen) verblieb ein Anteil von 22 %.

## Quelle
- Statistisches Bundesamt: 40 Jahre EVS – Von der Wäscheschleuder zum DVD-Player. Pressemitteilung Nr. 44 vom 28. Januar 2004. Abgerufen am 7. September 2011, offline am 12. Februar 2017.
- Statistisches Bundesamt (Destatis): Themenbereich Einkommen, Konsum, Lebensbedingungen, Wohnen. Abgerufen am 20. Juni 2017.